# جوستين هنت
جوستين هنت (بالإنجليزية: Justin Hunt)‏ (و. 1988 – م) هو لاعب دوري الرغبي، من أستراليا.